# Premios Odeón
O Premios Odeón (anteriormente conhecido como Premios Amigo) é uma cerimônia de premiação anual destinado à celebrar o êxito em vendas de artistas nacionais e internacionais dentro do território da Espanha. Organizado pela Asociación de Gestión de Derechos Intelectuales (AGEDI), a cerimônia de gala ocorre no Teatro Real, em Madrid, e é transmitido em rede nacional através do canal La 1, propriedade da Radiotelevisión Española (RTVE). Em sua primeira versão, criada em 1997, os vencedores da estatueta eram escolhidos com base nos números disponibilizados pela Productores de Música de España (PROMUSICAE), até ser descontinuado em 2007 por decorrências da crise financeira ocorrida entre 2007 e 2008.